# 7116 Mentall
7116 Mentall eller 1986 XX är en asteroid i huvudbältet som upptäcktes den 2 december 1986 av den amerikanske astronomen Edward L.G. Bowell vid Anderson Mesa Station. Den är uppkallad efter amerikanen E. Talmadge Mentall.
Asteroiden har en diameter på ungefär 7 kilometer.